# 검산성
검산성(劒山城)는 대한민국 경상북도 영양군 청기면에 있는 산성이다. 1985년 10월 15일 경상북도의 기념물 제65호로 지정되었다.

## 개요
이 성터는 항일의병장으로 활약했던 벽산 김도현(1852~1914) 선생이 개인재산을 들여 의병항쟁을 위해 쌓은 산성이다.
검산은 동쪽에 냇물이 흐르는 절벽을 이루고, 북쪽과 서쪽도 경사가 급하며, 남쪽으로는 하천과 구매천이 갈라지는 곳이어서 경사가 완만한 대지를 이루고 있다. 이러한 지형 조건을 잘 이용하기 위해서 산꼭대기에서 남쪽을 향하여 서쪽과 남쪽에 성벽을 쌓았는데, 지금 서쪽 산기슭에 길이 200m가량의 돌로 쌓았던 성벽의 흔적이 남아 있다. 남쪽은 대지를 포함하여 성벽을 쌓았고, 동쪽은 자연단애를 이용하고 성벽을 쌓지 않았다.
둘레 500m의 작은 규모이지만, 나라를 구하기 위하여 개인의 재산으로 축조하여 실제로 의병이 주둔하였던 역사의 현장이어서 매우 뜻깊은 유적이다.

## 같이 보기
- 김도현

## 참고 자료
- 검산성 - 국가유산청 국가유산포털